# Tokyo Bar
Tokyo Bar (In the Bar of a Tokyo Hotel) est une pièce de théâtre de 1969, écrite par Tennessee Williams.

## Fiche technique
- Lors de la création française[1],[2] : Montpellier, Théâtre des 13 vents
- Adaptation française : Jean-Marie Besset
- Mise en scène : Gilbert Désveaux
- Comédiens : 
  - Christine Boisson
  - Robert Plagnol
  - Laurent d’Olce
  - Mathieu Lee
  - Farida Remadna.
- Durée : 1h30